# Fernando Esquío
Fernando Esquío (también Fernand' Esquio o Fernand' Esqyo) fue un trovador gallego de finales del siglo XIII y comienzos del siglo XIV. En la localidad coruñesa de Neda existe un instituto de educación secundaria con su nombre.

## Biografía
Apenas existen datos sobre su vida, Nacido en el siglo XIII, en Neda, su apellido era común en localidades como Neda o Jubia, Es posible que fuese de familia noble, puesto que había Esquíos al servicio de los condes de Andrade y como priores del monasterio de San Martín de Juvia. Estudiosos como Ricardo Carballo Calero sostienen que su apellido pudo haber sido Esquío (ardilla en gallego), como otros trovadores medievales que tuvieron o adoptaron como apellido el nombre de un animal.
También pudo nacer en las ciudades de Lugo o Santiago de Compostela, pues ambas ciudades aparecen en alguna de sus obras.

## Obra
Se conservan tan sólo nueve cantigas suyas: tres cantigas de escarnio y maldecir, cuatro cantigas de amigo y dos cantigas de amor. Su obra destaca por tener recursos métricos y estróficos muy elaborados.